# París-Niça 1973
La París-Niça 1973 fou la 31a edició de la París-Niça. És un cursa ciclista que es va disputar entre l'11 i el 17 de març de 1973. La cursa fou guanyada pel francès Raymond Poulidor, de l'equip Gan-Mercier, per davant de Joop Zoetemelk (Gitane-Frigécrème) i d'Eddy Merckx (Molteni). La classificació de la muntanya fou guanyada per Leif Mortensen, Jacques Esclassan s'emportà la classificació de la regularitat i el conjunt Bic la d'equips.
La neu és la protagonista d'aquesta edició. Els canvis d'itinerari en els darrers moments són constants i el recorregut es retalla en 134 km. S'instaura un cotxe d'assistència Mavic.

## Participants
En aquesta edició de la París-Niça hi preneren part 111 corredors dividits en 14 equips: Gan-Mercier, Gitane-Frigécrème, Molteni, Bic, Peugeot-BP-Michelin, Rokado, Flandria-Carpentier-Shimano, Sonolor, IJsboerke-Bertin, Kas, TI-Raleigh, Zonca, De Kova-Lejeune i Brooklyn. La prova l'acabaren 77 corredors.

## Resultats de les etapes
| Etapes              | Data       | Recorregut                     | Km     | Vencedor d'etapa  | Líder de la general |
| ------------------- | ---------- | ------------------------------ | ------ | ----------------- | ------------------- |
| Pròleg              | 11 de març | Saint-Fargeau-Ponthierry (CRI) | 7,2 km | Eddy Merckx       | Eddy Merckx         |
| 1a etapa, 1r sector | 12 de març | Auxerre-Saulieu                | 105 km | Jacques Esclassan | Eddy Merckx         |
| 1a etapa, 2n sector | 12 de març | Saulieu-Chalon-sur-Saône       | 100 km | Eric Leman        | Eddy Merckx         |
| 2a etapa            | 13 de març | Chalon-sur-Saône-Saint-Étienne | 213 km | Rik van Linden    | Eddy Merckx         |
| 3a etapa, 1r sector | 14 de març | Tournon-Valença                | 19 km  | Walter Godefroot  | Eddy Merckx         |
| 3a etapa, 2n sector | 14 de març | Valença-Valença (CRE)          | 4.9 km | Rokado            | Eddy Merckx         |
| 4a etapa            | 15 de març | Vivièrs-Manosque               | 187 km | Leif Mortensen    | Eddy Merckx         |
| 5a etapa            | 16 de març | Manosque-Draguignan            | 133 km | Rik van Linden    | Eddy Merckx         |
| 6a etapa, 1r sector | 17 de març | Fréjus-Niça                    | 78 km  | Rik van Linden    | Eddy Merckx         |
| 6a etapa, 2n sector | 17 de març | Niça-Coll d'Éze (CRI)          | 9.5 km | Joop Zoetemelk    | Raymond Poulidor    |

## Etapes

### Pròleg
11-03-1973. Saint-Fargeau-Ponthierry, 7.2 km. CRI
|   | Ciclista         | Equip       | Temps  |
| - | ---------------- | ----------- | ------ |
| 1 | Eddy Merckx      | Molteni     | 9' 42" |
| 2 | Charly Grosskost | Gan-Mercier | + 12"  |
| 3 | Leif Mortensen   | Bic         | + 16"  |

### 1a etapa, 1r sector
12-03-1973. Auxerre-Saulieu, 105 km.
|   | Ciclista          | Equip               | Temps      |
| - | ----------------- | ------------------- | ---------- |
| 1 | Jacques Esclassan | Peugeot-BP-Michelin | 2h 43' 05" |
| 2 | Rik van Linden    | Rokado              | m. t.      |
| 3 | Eric Leman        | Peugeot-BP-Michelin | m. t.      |

### 1a etapa, 2n sector
12-03-1973. Saulieu-Chalon-sur-Saône, 100 km.
|   | Ciclista          | Equip               | Temps      |
| - | ----------------- | ------------------- | ---------- |
| 1 | Eric Leman        | Peugeot-BP-Michelin | 2h 19' 13" |
| 2 | Rik van Linden    | Rokado              | m. t.      |
| 3 | Jacques Esclassan | Peugeot-BP-Michelin | m. t.      |

### 2a etapa
13-03-1973. Chalon-sur-Saône-Saint-Étienne 213 km.
Els corredors paren diverses vegades per culpa de la neu. En la cima del col des Echarmeaux tot el pilot es refugia en una granja. Només la intervenció de Jacques Anquetil en el seu paper de director de cursa fa que els ciclistes acabin l'etapa.
|   | Ciclista               | Equip  | Temps      |
| - | ---------------------- | ------ | ---------- |
| 1 | Rik van Linden         | Rokado | 5h 44' 15" |
| 2 | Leif Mortensen         | Bic    | m. t.      |
| 3 | Gustaaf van Roosbroeck | Rokado | m. t.      |

### 3a etapa, 1r sector
14-03-1973. Tournon-Valença 19 km.
La sortida inicial era a Saint-Étienne. L'etapa és de només 19 kiòmetres per culpa de la neu i es fa a una mitjana de 53,023 km/h en part per un atac de Poulidor al km. 7.
|   | Ciclista           | Equip                       | Temps   |
| - | ------------------ | --------------------------- | ------- |
| 1 | Walter Godefroot   | Flandria-Carpentier-Shimano | 21' 30" |
| 2 | Jean-Luc Molinéris | Flandria-Carpentier-Shimano | m. t.   |
| 3 | Jacques Esclassan  | Peugeot-BP-Michelin         | m. t.   |

### 3a etapa, 2n sector
14-03-1973. Valença-Valença, 4.9 km. (CRE)
|   | Equip               | Temps  |
| - | ------------------- | ------ |
| 1 | Rokado              | 6' 11" |
| 2 | Sonolor             | + 6"   |
| 3 | Peugeot-BP-Michelin | + 8"   |

### 4a etapa
15-03-1973. Vivièrs-Manosque, 187 km.
|   | Ciclista         | Equip       | Temps |
| - | ---------------- | ----------- | ----- |
| 1 | Leif Mortensen   | Bic         |       |
| 2 | Eddy Merckx      | Molteni     | m. t. |
| 3 | Raymond Poulidor | Gan-Mercier | + 2"  |

### 5a etapa
16-03-1973. Manosque-Draguignan, 133 km.
|   | Ciclista       | Equip            | Temps      |
| - | -------------- | ---------------- | ---------- |
| 1 | Rik van Linden | Rokado           | 3h 22' 43" |
| 2 | Hennie Kuiper  | Rokado           | m. t.      |
| 3 | Raf Hooyberghs | IJsboerke-Bertin | m. t.      |

### 6a etapa, 1r sector
17-03-1973. Fréjus-Niça, 78 km.
|   | Ciclista       | Equip               | Temps      |
| - | -------------- | ------------------- | ---------- |
| 1 | Rik van Linden | Rokado              | 1h 47' 16" |
| 2 | Eric Leman     | Peugeot-BP-Michelin | m. t.      |
| 3 | Frans Mintjens | Molteni             | m. t.      |

### 6a etapa, 2n sector
17-03-1973. Niça-Coll d'Éze, 9.5 km. CRI
|   | Ciclista         | Equip               | Temps   |
| - | ---------------- | ------------------- | ------- |
| 1 | Joop Zoetemelk   | Gitane-Frigécrème   | 20' 44" |
| 2 | Raymond Poulidor | Gan-Mercier         | + 7"    |
| 3 | Régis Ovion      | Peugeot-BP-Michelin | + 12"   |

## Classificacions finals

### Classificació general
|    | Ciclista            | Equip               | Temps       |
| -- | ------------------- | ------------------- | ----------- |
| 1  | Raymond Poulidor    | Gan-Mercier         | 21h 11' 45" |
| 2  | Joop Zoetemelk      | Gitane-Frigécrème   | + 4"        |
| 3  | Eddy Merckx         | Molteni             | + 12"       |
| 4  | Régis Ovion         | Peugeot-BP-Michelin | + 19"       |
| 5  | Leif Mortensen      | Bic                 | + 27"       |
| 6  | Luis Ocaña          | Bic                 | + 41"       |
| 7  | Charly Grosskost    | Gan-Mercier         | + 54"       |
| 8  | Herman van Springel | Rokado              | + 1' 00"    |
| 9  | Raymond Delisle     | Peugeot-BP-Michelin | + 1' 13"    |
| 10 | Yves Hézard         | Sonolor             | + 1' 42"    |

## Evolució de les classificacions
| Etapa (Vencedor)                        | Classificació general |
| --------------------------------------- | --------------------- |
| 0Pròleg (Eddy Merckx)                   | Eddy Merckx           |
| 0Etapa 1, 1r sector (Jacques Esclassan) | Eddy Merckx           |
| 0Etapa 1, 2n sector (Eric Leman)        | Eddy Merckx           |
| 0Etapa 2 (Rik van Linden)               | Eddy Merckx           |
| 0Etapa 3, 1r sector (Walter Godefroot)  | Eddy Merckx           |
| 0Etapa 3, 2n sector (Rokado)            | Eddy Merckx           |
| 0Etapa 4 (Leif Mortensen)               | Eddy Merckx           |
| 0Etapa 5 (Rik van Linden)               | Eddy Merckx           |
| 0Etapa 6, 1r sector (Rik van Linden)    | Eddy Merckx           |
| 0Etapa 6, 2n sector (Joop Zoetemelk)    | Raymond Poulidor      |